# James Ogilvy, 1. Lord Ogilvy of Airlie
James Ogilvy, 1. Lord Ogilvy of Airlie (* um 1430; † 1504), war ein schottischer Adliger und Diplomat.
Er war der Sohn und Erbe des Sir John Ogilvy of Lintrathen († 1489) aus dessen erster Ehe mit Marian Seton, Tochter des Sir William Seton of Seton. Sein Vater war Gutsherr von Airlie in Angus, einschließlich Airlie Castle. 1483 wurden seine Ländereien zur feudalen Baronie Lintrathen zusammengefasst. Beim Tod seines Vaters erbte James dessen Güter und wurde auch Chief des Clan Ogilvy.
Am 28. April 1491 wurde ihm der erbliche Titel Lord Ogilvy of Airlie verliehen. Kurz darauf wurde er als schottischer Botschafter an den Hof von König Johann I. von Dänemark, Norwegen und Schweden gesandt.
In erster Ehe heiratete er um 1450 Elizabeth Kennedy, mit der er mindestens vier Kinder hatte:
- John Ogilvy, 2. Lord Ogilvy of Airlie († um 1505);
- Walter Ogilvy, Ahnherr der Familienlinie Ogilvy of Balfour;
- Thomas Ogilvy († nach 1483);
- Margaret ⚭ Gilbert Ramsay, Younger of Banff.

In zweiter Ehe hatte er spätestens 1478 Helen Douglas, Witwe des William Graham, 3. Lord Graham († 1472), Tochter des William Douglas, 2. Earl of Angus, geheiratet. Mit ihr hatte er mindestens fünf Kinder:
- Archibald Ogilvy († nach 1504);
- Alexander Ogilvy († nach 1494) ⚭ Nicola Stratoun;
- Malcolm Ogilvy († nach 1501);
- John Ogilvy of Craig († nach 1505);
- Isabella Ogilvy ⚭ Alexander Stewart, 2. Earl of Buchan (1465–1505).

In dritter Ehe heiratete er Jean Lyle († um 1525), mit der der mindestens zwei Töchter hatte:
- Janet Ogilvy († nach 1503);
- Mariota Ogilvy, Lady of Melgund († 1575), Mätresse des Kardinals David Beaton (1494–1546), Erzbischof von St. Andrews.

Er starb im Jahr 1504, am 25. September 1504 war ihm bereits sein Sohn ältester Sohn aus erster Ehe, John, als 2. Lord Ogilvy of Airlie nachgefolgt.